# زلاق الحدية
زلاق الحدية موضع سد مائي مابين محلة الحدية وقرية موسنة يتبع قرية الحدية، الواقعة في مديرية الجعفرية، ضمن محافظة ريمة، اليمنية اليمن. ويقع زلاق الحدية في غرب جبل الشرف، وجنوب شرق محلة موسنة.

## منطقة/زلاق الحدية
يقع زلاق الحدية،  في مديرية الجعفرية محافظة ريمة، الجمهورية اليمنية،
وتسمى المنطقة الزلاق نسبة إلى موضع مائي غرب منطقة عرها وهي تسمية قديمة مأخوذة من
مادة «زلق» للمبالغة باعتبار أن هناك سد مائي تنحدر منه مياه الشلال صوب الأسفل عبر هوة صخرية
ينزلق منها الماء وما قد يحمل معه بسرعة

## الموقع
يقع زلاق الحدية في مديرية الجعفرية محافظة ريمة اليمن 
يحده من الشمال الغربي منطقة موسنة ومن الشمال الشرقي حي بني الجعد ومنطقة القصر  
ومن الجنوب سوق الحدية ومنطقة القبل
ومن الغرب منطقة تسمى «مرمّجة» ويقابله من الشمال موضع يسمى «مَقْنفة»
يعد زلاق الحدية من أروع المناظر الطبيعية في المنطقة حيث يتضمن مواضع جمالية بديعة منها ينابع منطقة 
«عُرْها» وسد الزلاق وساقي الزلاق 
وهو عبارة عن منطقة زراعية تعتمد على مياه السد وقد عرفت في العقود السابقة بتنوعها الزراعي الذي تناقص 
في الآونة الأخيرة الكثير من الأنواع مثل قصب السكر وأنواع الخضروات الأخرى

## الخصائص
تمتاز منطقة زلاق الحدية بوفرة المياه التي تمتد من مناطق شمال شرق منطقة الحدية عبر شلالات وجداول وينابيع مائية حتى تصل إلي منطقة عرها التي تنهمر ينابيعا عبر سد مائي يقع ضمن منطقة زلاق الحدية وتنحدر منه المياه عبر جداول وقنوات صغيرة إلى المناطق الزراعية وينحدر الفائض من ماء السد عبر شلال إلى المناطق السفلى غربا

## روبط
- عزلة بني الجعد (ريمة)
- مديرية الجعفرية